# Felice Giani
Pour les articles homonymes, voir Giani (homonymie).
Felice Giani (San Sebastiano Curone, 1758 - Rome, 1823) est un graveur et un peintre italien du XVIIIe siècle et début du XIXe siècle. Il était d'une beauté physique qui a frappé nombre de ses contemporains.

## Biographie
Fils de Giulio Domenico Giani et d'Angela Maria Giani, Felice Giani naît à San Sebastiano Curone, près de Gênes, dans le Piémont, le 17 décembre 1758.
En 1784, il remporte le premier prix à un concours de l'Académie des beaux-arts de Parme, auquel participait également le très jeune Goya. Artiste d'une activité prodigieuse jusqu'à la fin de sa vie, Felice Giani a laissé de très nombreux ouvrages comme peintre et comme décorateur dans de nombreuses villes d'Italie, dont, à Rome, les décorations des trois salles de Ganymède, des Bacchantes et de la Renommée de la Galerie Borghèse. Sous le Premier Empire il séjourna quelque temps à Paris, à partir de 1803. Il y a gravé de nombreuses estampes.
Il a peint de remarquables scènes mythologiques, des paysages, des études d'animaux et des compositions d'après des bas-reliefs (78 dessins à la pierre noire).

## Œuvres
- Projet de médaille pour le couronnement de Napoléon, roi d'Italie[3], plume (dessin), sanguine, D. 20 cm, 1re moitié XIXe siècle, musée du Nouveau Monde de La Rochelle.
- La Succession de Louis XIII (1601-1643),
- Samson trahi par Dalila,
- Achille traîne le corps d'Hector le long des murs de Troie, 1802-1805, conservé à Faenza, Palazzo Milzetti

## Expositions
- 9 - 28 février 2010, mairie du Ve arrondissement de Paris, avec catalogue: Vittorio Sgarbi, Vincenzo Basiglio, Davide Tolomelli, Felice Giani. Maître du néoclassicisme italien à la cour de Napoléon, Fondazione Cassa di Risparmio di Alessandria, 180 p., IBN : 9788896139097.